# عمرانية (إسطنبول)
العمرانية (بالتركية: Ümraniye)‏ هي إحدى بلديات مدينة إسطنبول، تقع في الشطر الأسيوي من المدينة. وهي من أكبر أحياء الطبقة العاملة. يبلغ عدد سكانها 650000 نسمة. وقد أصبحت حيًا في سنة 1987 م بعد فصلها عن أسكودار. كذلك فصلت قرى عمرلي (Ömerli)، وكوجولو (Koçullu)، وسُرابُنار (Sırapınar)، وحسينلي (Hüseyinli) من مديرية «بيكوز» (Beykoz) في السنة ذاتها. وأخيرًا، ألحقت حارة نيشان تبه (Nişantepe) وسماندرا (Samandıra) بحي كارتال (Kartal) وألحق حي علمدار (Alemdar) بعمرانية في 2002.
وتضم العمرانية سبع بلديات:
- عمرانية (Ümraniye)
- شكمه كوي (Çekmeköy)
- ساري غازي (Sarıgazi)
- يني دوغان (Yenidoğan)
- تاشدلن (Taşdelen)، سابقًا سلطان جيفتلغي (Sultançiftliği)
- علم دار (Alemdar)، سابقًا (علمدا)
- عمرلي (Ömerli)

والأحياء المجاورة هي شيله (Şile) في الشمال، كارتال (Kartal) في الجنوب الشرقي، وقاضي كوي، وأسكودار في الغرب، و«بيكوز» (Beykoz) في الشمال الغربي. عمدة العمرانية حسن جان.

## تاريخ
تقع العمرانية على أرض مرتفعة داخلية بالنسبة لأسكودار. وقد بدأت كقرية صغيرة يسكنها أقل من 900 شخص مهاجر من منطقة البحر الأسود في أوائل الخمسينات من القرن التاسع عشر. ازداد عدد سكانها أكثر من قدرتها على الاستيعاب بين السبعينات والثمانينات بسبب الهجرة إلى المدن من المناطق الريفية للأناضول. وقد ضبط نمو العمرانية على نحو أفضل من الأحياء الأخرى التي جذبت المهاجرين أيضًا على الجانب الأوروبي (مثل إسنلر وغازي عثمان باشا)، فهناك طرق أوسع وأفضل تعبر الحي، والمسافات أكبر بين المباني، وهناك مزيد من المساحات الخضراء عمومًا. وقد نمت منطقة تجارية كبيرة لدعم هذا العدد الكبير من السكان، وعلى طرفي الطريق الرئيسي المار عبر المركز تتوزع المباني المتألقة والمتاجر الكبرى ومراكز التسوق وفروع لجميع البنوك. وفي العمرانية العديد من المدارس العالية، والمحاكم، والمرافق الثقافية مثل السينما وجميع البنى التحتية الأخرى الموجودة في أي منطقة حضرية. ومع أن العمرانية كانت قرية صغيرة، إلا أنها الآن تقدم فرصًا كبيرة لسكانها.
وقد أصبحت العمرانية مشهورة بعد اكتشاف مخبأ للأسلحة تابع لشبكة إرغينكون في 2007 م لتنفيذ خطة المطرقة.

## العمرانية اليوم
تتميز العمرانية بالمشاهد الطبيعية والتصميم الحضري، وقد اختار المعهد الدولي للفكر الإسلامي والحضارة حي العمرانية ليكون أنظف حي في إسطنبول. وفي الآونة الأخيرة حدثت تغيرات كبيرة في العمرانية، فقد فتحت مراكز التسوق الكبيرة ومراكز الترفيه في كل مكان. وقد طورت مشاريع سكنية عديدة لتلبية احتياجات جميع الطبقات، فالعمرانية هي واحدة من المناطق الأسرع نموًا في إسطنبول.
وفي العقود القليلة الماضية، بنيت في العمرانية منطقة حية للتسوق والأعمال. واتخذت العديد من الشركات الدولية مقرات لها في العمرانية التي تجذب الشباب والمتعلمين تعليمًا عاليًا من جميع أنحاء تركيا. ويوجد في العمرانية 34 روضة أطفال، و61 مدرسة ابتدائية و9 مدارس ثانوية، و22 مركزًا رياضيًا، و29 مستشفى وعيادة. ويوجد العديد من الأنشطة الرياضية والثقافية في 40 متنزهًا، وثلاثة دور للسينما وثلاثة مسارح.
ومن مشاريع البناء الحديثة في العمرانية بناء مراكز التسوق الكبيرة (مثل أول فرع لشركة إيكيا في إسطنبول)، ومجمعات سكنية حديثة جعلت أجزاء من العمرانية أماكن جذابة للناس لشراء العقارات خصوصًا أن العمرانية موجودة على الطريق السريع الرئيسي الذي يصل إلى أحد الجسرين اللذين يربطان الجانبين الآسيوي والأوروبي من إسطنبول. ويستغرق ركوب السيارة من العمرانية إلى مجيدي كوي -مركز أعمال في الجانب الأوروبي من المدينة- حوالي 20 دقيقة في الأحوال العادية. إضافة إلى سهولة الوصول من العمرانية إلى أسكودار وقاضي كوي وعطا شهير، وهي الأحياء التجارية في الجانب الآسيوي من إسطنبول.

## المناخ
تشهد عمرانية مناخًا متوسطيًا باردًا نسبيًا (csa،cs) وفقًا لتصنيفي المناخ في كوبن وتريوارثا، مع فصل شتاء بارد وصيف دافئ. نظرًا لأرتفاعها؛ فهي واحدة من المناطق الأكثر برودة في إسطنبول، حيث تتساقط الثلوج بكثرة وتشتهر بكونها موقع بارد ونشط. يبلغ معدل هطول الأمطار سنويًا 800 ملم (31 إنشًا).
| البيانات المناخية لـعمرانية       | البيانات المناخية لـعمرانية | البيانات المناخية لـعمرانية | البيانات المناخية لـعمرانية | البيانات المناخية لـعمرانية | البيانات المناخية لـعمرانية | البيانات المناخية لـعمرانية | البيانات المناخية لـعمرانية | البيانات المناخية لـعمرانية | البيانات المناخية لـعمرانية | البيانات المناخية لـعمرانية | البيانات المناخية لـعمرانية | البيانات المناخية لـعمرانية | البيانات المناخية لـعمرانية |
| الشهر                             | يناير                       | فبراير                      | مارس                        | أبريل                       | مايو                        | يونيو                       | يوليو                       | أغسطس                       | سبتمبر                      | أكتوبر                      | نوفمبر                      | ديسمبر                      | المعدل السنوي               |
| --------------------------------- | --------------------------- | --------------------------- | --------------------------- | --------------------------- | --------------------------- | --------------------------- | --------------------------- | --------------------------- | --------------------------- | --------------------------- | --------------------------- | --------------------------- | --------------------------- |
| متوسط درجة الحرارة الكبرى °م (°ف) | 8.1 (46.6)                  | 7.7 (45.9)                  | 9.7 (49.5)                  | 15.8 (60.4)                 | 19.5 (67.1)                 | 25.1 (77.2)                 | 27.2 (81.0)                 | 27.0 (80.6)                 | 24.0 (75.2)                 | 19.1 (66.4)                 | 13.8 (56.8)                 | 9.6 (49.3)                  | 17.2 (63.0)                 |
| المتوسط اليومي °م (°ف)            | 5.3 (41.5)                  | 5.2 (41.4)                  | 6.2 (43.2)                  | 11.5 (52.7)                 | 15.4 (59.7)                 | 20.3 (68.5)                 | 22.6 (72.7)                 | 22.7 (72.9)                 | 19.6 (67.3)                 | 14.7 (58.5)                 | 11.1 (52.0)                 | 6.8 (44.2)                  | 13.5 (56.2)                 |
| متوسط درجة الحرارة الصغرى °م (°ف) | 2.4 (36.3)                  | 2.5 (36.5)                  | 2.6 (36.7)                  | 7.2 (45.0)                  | 11.3 (52.3)                 | 15.4 (59.7)                 | 18.0 (64.4)                 | 18.3 (64.9)                 | 15.2 (59.4)                 | 10.6 (51.1)                 | 7.0 (44.6)                  | 3.9 (39.0)                  | 9.5 (49.2)                  |
| الهطول مم (إنش)                   | 113 (4.4)                   | 77 (3.0)                    | 74 (2.9)                    | 51 (2.0)                    | 36 (1.4)                    | 29 (1.1)                    | 29 (1.1)                    | 36 (1.4)                    | 49 (1.9)                    | 82 (3.2)                    | 98 (3.9)                    | 133 (5.2)                   | 807 (31.5)                  |
| المصدر:                           |                             |                             |                             |                             |                             |                             |                             |                             |                             |                             |                             |                             |                             |

## معالم مهمة
بين منطقتي أسكودار وعمرانية يوجد «جلخانة» (Çilehane) للشيخ الصوفي محمود هوداي [الإنجليزية] حيث كان يعتزل الناس. وتقع صالة خلدون ألاغاش الرياضية في العمرانية، وقد سميت تيمنًا بالرياضي خلدون ألاغاش بعد تحقيقه عدة ألقاب عالمية وأوروبية في منافسات الكاراتيه، وهي صالة لاستقبال منافسات الوطنية والدولية في كرة السلة والكرة الطائرة وكرة اليد وفنون الدفاع عن النفس.
ويمكن مشاهدة إسطنبول كاملة ومضيق البوسفور والجانب الأوروبي من بعض أجزاء العمرانية. وتلة جامليجا [الإنجليزية] قريبة أيضًا.

## روابط خارجية
- الموقع الإلكتروني

## المصدر
1. ↑  بلدية "عمرانية" في إسطنبول تحتفل بيوم البيئة العالمى - Dünya Times نسخة محفوظة 07 نوفمبر 2017 على موقع واي باك مشين.
2. ↑  "National Centers for Environmental Information (NCEI) formerly known as National Climatic Data Center (NCDC) | NCEI offers access to the most significant archives of oceanic, atmospheric, geophysical and coastal data". www.ncdc.noaa.gov. مؤرشف من الأصل في 2021-10-17. اطلع عليه بتاريخ 2021-06-03.
3. ↑  "Ümraniye - Weather History & Climate Data - Meteostat". meteostat.net (بالإنجليزية). Archived from the original on 2021-06-03. Retrieved 2021-06-03.
4. ↑  "Haldun Alagaş Spor Kompleksi" (بالتركية). Spor AŞ. Archived from the original on 2020-01-25. Retrieved 2012-11-27.